# Choreologie

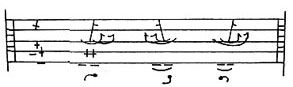
Příklad choreologie

Choreologie (Beneshova pohybová notace, anglicky: Benesh Movement Notation) je metoda tanečního zápisu, ve které jsou taneční pohyby zaznamenávány do systému notové osnovy.

## Historie
Tento taneční zápis vyvinul britský matematik (po otci českého původu) Rudolf Benesh a jeho manželka Joan Benesh v Anglii koncem 40. let 20. století a patentován byl v roce 1955. Vzhledem k tomu, že výraz „choreografie“ v té době (také) označoval grafické znázornění tanečních pohybů a postojů, zvolil si Beneš pro svůj patent místo toho termín choreologie.
Díky choreologii mohly být balety poprvé zaznamenány písemně. Je to jedna z nejběžnějších metod tanečního zápisu a dnes se na Royal Academy of Dance používá jako výukový nástroj. A také ve fyzioterapii či choreografii.
Choreologii spravuje Benesh Institute, který se v roce 1997 sloučil s Royal Academy of Dance.

## Popis systému
Benešova pohybová notace je založena na systému notových a taktových čar známých z hudby. Vykresluje pozici tanečníka při pohledu zezadu, jako by byl tanečník položen na hůl, která sahá od temene hlavy až k nohám. Pět linií odpovídá shora dolů hlavě, ramenům, bokům, kolenům a nohám tanečnice, do kterých jsou vloženy abstraktní symboly k vepsání rozměrů a kvality tanečních pohybů. Je zaznamenána na pětiřádkové notové osnově zleva doprava se svislými čárami pro označení plynutí času. Vzhledem ke své podobnosti s moderní notací notové osnovy může být Beneshova notace zobrazena vedle (obvykle níže) a v synchronizaci s hudebním doprovodem.

## Citát
[Choreology is] the aesthetic and scientific study of all forms of human movement by movement notation. – Rudolf Benesh, Definice Choreologie při patentování 1955.
Česky: „[Choreologie je] estetické a vědecké studium všech forem lidského pohybu prostřednictvím pohybové notace.

## Další vývoj
Prvním tancem zaznamenaným tímto systémem byl v roce 1957 Stravinského balet Petruška.
V roce 1960 Royal Ballet zaměstnal prvního notátora, který byl vyškolen v systému Benesh.
V roce 1962 byl založen Benesh Institute of Choreology s Joan jako ředitelkou, Rudolfem jako ředitelem a Frederickem Ashtonem jako prezidentem.  Institut založil knihovnu tanečních partitur v Londýně a rezidenční tréninkovou školu v Sussexu.
V roce 1968 byly některé tance australských domorodých tanečníků („Australian Aboriginal") ze Severního teritoria zaznamenány skupinou studentů antropologie.
Joan a Rudolf také napsali Reading Dance: The Birth of Choreology.
Královská akademie tance ve spojení s University of Surrey vytvořila v 90. letech dvacátého století software pro zapisování a tisk této notace.